# Giacomo Candido
Giacomo Candido (Guagnano, 10 luglio 1871 – Galatina, 30 dicembre 1941) è stato un matematico italiano.

## Biografia
Nel 1897 si laurea a Pisa e poi inizia ad insegnare: prima nel Liceo di Galatina, poi in quello di Campobasso e nel 1927 fonda quello di Brindisi.
Collabora al "Periodico di Matematica" e fonda la rivista "La Matematica elementare".
Nel 1934 fonda la sezione pugliese di Mathesis.
È ricordato anche per i suoi studi sulla storia della matematica.

## Identità di Candido
Candido ideò l'identità che porta il suo nome per dimostrare che
[Fn2+F{n+1}2+F{n+2}2]2 = 2[Fn4+F{n+1}4+F{n+2}4]
dove Fn è l'n-esimo numero di Fibonacci.

L'identità di Candido è
[x2+y2+(x+y)2]2 = 2[x4+y4+(x+y)4]

## Opere
- Sulle funzioni Un , Vn di Lucas in Periodica matematica, anno XVII, 1901–1902
- La formola di Waring e sue notevoli applicazioni, Tipografia editrice salentina, 1903
- Su d'un'applicazione delle funzioni Un , Vn di Lucas in Periodica matematica, anno XX, 1904–1905
- Le equazioni reciproche in senso generale in Periodico matematica, anno XXI, 1905–1906
- Il fondo Palagi-Libri della Biblioteca Moreniana di Firenze, in Atti del II Congresso della Unione Matematica Italiana, ed. Cremonese, 1941
- Sulla mancata pubblicazione nel 1826 della celebre memoria di Abel, ed. Marra, Galatina, 1942
- Conferenze e discorsi, ed. Marra, Galatina, 1943
- Scritti matematici, ed. Marzocco, Firenze, 1948